# Slevin - Patto criminale
Slevin - Patto criminale (Lucky Number Slevin) è un film del 2006 diretto da Paul McGuigan e interpretato da Josh Hartnett, Bruce Willis, Lucy Liu, Morgan Freeman e Ben Kingsley.

## Trama
1979. L’accanito scommettitore Max, venuto a conoscenza di una corsa truccata (il cavallo n° 7 è stato dopato), decide di scommettere 20.000$ ma l'animale muore durante la corsa e così i creditori di Max, che non può pagare, si vendicano uccidendo lui (soffocato con una busta di plastica), la moglie (colpo di fucile al petto) e il figlio Henry di circa 10 anni (colpo di pistola alla nuca). 
Presente. Mentre due allibratori vengono uccisi (uno freddato in un parcheggio coperto e l’altro colpito con una palla da baseball in un occhio) e poi derubati dei libri coi nomi dei debitori e, in una stazione degli autobus deserta, un uomo in sedia a rotelle di nome Smith, dopo avergli spiegato la "Kansas City Shuffle" (Mossa alla Kansas City, cioè un doppio bluff) e avergli raccontato la storia di Max, uccide un giovane uomo sui 35 anni spezzandogli l'osso del collo per poi portarselo via sulla sedia a rotelle, a New York, un giovane uomo di nome Slevin, da poco arrivato all’appartamento dell’amico Nick Fisher, che però non è in casa, riceve la visita della vicina, Lindsey, in cerca di una tazza di zucchero.
I due si presentano e la ragazza nota che Slevin ha il naso rotto, così questi le racconta le recenti sfortune che gli sono capitate: dopo essere stato licenziato, aver dovuto lasciare il suo appartamento a causa di una razza di termiti ecuadoriane che hanno danneggiato gravemente le fondamenta della palazzina e aver scoperto la sua ragazza che lo tradiva, appena arrivato a New York, è stato rapinato da un ladro che, dopo avergli rotto il naso con un pugno, gli ha rubato solo il portafoglio.
Quando poi Slevin risponde a una chiamata muta arrivata al telefono di Nick, l’ingegnosa Lindsey richiama l’ultimo da cui ha ricevuto la chiamata e l’ultimo numero chiamato scoprendo che si tratta dell’Hotel Cheval; probabilmente Nick ha chiamato un ospite dell’hotel che poi l’ha richiamato. Insospettita dalla cosa e dall’inusuale assenza del vicino, Lindsey propone a Slevin di rivedersi la sera dopo il lavoro per indagare e il ragazzo accetta.
Quel pomeriggio Slevin riceve però altre due visite di persone che lo scambiano per Nick (Slevin non ha i documenti per dimostrare che non è Nick perché erano nel portafoglio che gli hanno rubato). La prima è di "Lento" ed Elvis che lo portano dall’altra parte della città dal loro capo, un gangster chiamato "il Boss", che gli comunica che Fisher deve al suo allibratore - che è appena stato ucciso in un parcheggio - e, quindi a lui, 96.000$ ma che cancellerà il debito se ucciderà Yitzchok (detto "la fatina" perché omosessuale), figlio del suo grande rivale "il Rabbino" (è un vero rabbino), che pochi giorni prima ha fatto assassinare il suo di figlio; Il Boss dà a Slevin un giorno di tempo per decidere cosa fare. La seconda è di Saul e "il Muto" che, dopo avergli raccontato che il Boss e il Rabbino lavoravano insieme vent’anni fa ma che, dopo aver tentato di uccidersi a vicenda, si sono divisi e, da allora, non escono più dai loro palazzi, portano Slevin dal loro capo, il gangster il Rabbino, che gli comunica che Fisher deve al suo allibratore e, quindi a lui, 33.000$; il Rabbino dà a Slevin 48 ore per pagarlo o lo ucciderà.
Riportato a casa di Nick, Slevin incontra Lindsey che gli racconta di essersi recata all'hotel Cheval dove una sua amica che lavora lì l’ha indirizzata alla camera del signor "Smith" (l’uomo della stazione degli autobus) e che, dopo avergli fatto una foto di nascosto col cellulare, l’ha seguito fino a un palazzo in centro dal quale, poco dopo, è uscito proprio lui, Slevin. È così che il ragazzo, dopo aver guardato la foto e aver detto di non conoscere il signor Smith, racconta a Lindsey dei suoi incontri con i due boss malavitosi e, quando lei gli fa notare che non sembra preoccupato nonostante si trovi nei guai fino al collo, Slevin si giustifica dicendo di soffrire di atarassia, uno stato che provoca una totale mancanza di inquietudine. 
Il giorno dopo, mentre si scopre che il signor Smith è il temibile sicario "Goodkat" il quale, dopo essere stato assoldato dal Boss per uccidere Yitzchok senza far sembrare lui il mandante ed essere andato dal Rabbino per chiedergli il doppio per non farlo, ha coinvolto Slavin di proposito perché ha un conto in sospeso con lui e vuole ucciderlo, Lindsey, che è un medico legale, rivela a Slevin che anche l'allibratore del Rabbino è morto - è stato colpito all’occhio con una palla da baseball - e che crede che dietro a tutto ci sia Nick. Secondo la donna il ragazzo avrebbe ucciso i due allibratori perché erano gli unici che potessero identificarlo e ha pagato un uomo per rapinare del portafogli l’amico appena arrivato in città che così, senza documenti e senza conoscenti, non poteva dimostrare di non essere Nick; l'unica cosa che Lindsey non capisce è cosa c’entri Smith in tutto ciò. Inoltre, la sera, Slevin, trovandosi con le spalle al muro, accetta di uccidere Yitzchok e così, accompagnato da Lindsey e pedinato dal Det. Brikowski, un ex scommettitore a cui è stato assegnato il caso dell’omicidio dell’allibratore ebreo, il ragazzo sfrutta l'omosessualità della vittima per conoscerlo e fissare un appuntamento nel suo appartamento.  
Il giorno seguente, mentre qualcuno uccide Saul e "il Muto", Slevin, dopo aver passato una notte d’amore con Lindsey ed esser stato prelevato dal Det. Brikowski, che sa che non è Nick Fisher grazie a una foto segnaletica - Nick è stato otto anni in prigione per lo stupro di una quattordicenne -, al quale però non dice altro che il suo nome: Slevin Kelevra, raggiunge Yitzchok nel suo appartamento dove gli spara aiutato niente meno che da Goodkat: mentre Goodkat uccide le guardie del corpo di Yitzchok, Slevin porta nella stanza il cadavere del giovane uomo che Goodkat aveva ucciso alla stazione degli autobus e gli mette al polso il proprio orologio, infine, i due, fanno esplodere l'intero appartamento.
Mentre Lindsay riconosce dall’orologio il corpo carbonizzato come quello di Nick Fisher (o meglio Slevin) e Goodkat, uccise "Lento" ed Elvis, tramortisce il Boss, Slevin, con la scusa di dargli i soldi che gli deve, va dal Rabbino (l’uomo non sa ancora della morte del figlio perché, essendo Shabbat, non può rispondere al telefono) e lo tramortisce; è così che il Boss e il Rabbino, dopo ben vent'anni, si risvegliano nella stessa stanza - l'ufficio del primo - ben legati a due sedie, schiena contro schiena. È ora che Slevin spiega la sua "Kansas City Shuffle": alla ricerca di un debitore comune ai due gangster, Slevin e Goodkat uccidono i loro allibratori e, trovato il nome di Nick Fisher su entrambi i libri, Goodkat uccide Nick alla stazione degli autobus mentre Slevin uccide il figlio de il Boss che, come immaginato, assolda Goodkat, il quale, dopo avergli rotto il naso, coinvolge Slevin, che intanto ha occupato l'appartamento di Fisher. Il Boss e il Rabbino non capiscono perché Slevin, che nessuno dei due conosce, abbia architettato tutto ciò così, il giovane, spiega loro che in realtà lui è Henry, il figlio di Max che Goodkat non era stato in grado di uccidere nel '79 e che aveva cresciuto; è così che Henry uccide i due gangster soffocandoli con delle buste di plastica, lo stesso metodo con cui avevano personalmente ucciso suo padre.
Poco dopo, mentre Goodkat spara a Lindsey perché lo ha fotografato, il Det. Brikowski viene informato per telefono da un collega che un tizio gli ha ricordato che il nome del cavallo della corsa a cui erano legati gli omicidi del '79 era "Lucky Number Slevin", come lo pseudonimo usato dal ragazzo che aveva cercato di interrogare, e che, inoltre, Kelevra è un termine ebraico che significa "cane rabbioso" (antitesi di Goodkat). È a quel punto che Brikowski si ritrova alle spalle Henry che, dopo aver incrociato il suo sguardo nello specchietto retrovisore, lo uccide sparandogli; nel 1979, Brikowski, per estinguere il suo debito coi due gangster, aveva ucciso la madre di Henry sparandole con un fucile.
Il giorno dopo, alla stazione degli autobus, Henry trova Lindsey che, avvertita dal ragazzo, si era protetta il petto e aveva indossato delle sacche di sangue per farsi credere morta da Goodkat, e i due si apprestano a lasciare la città quando Goodkat, che ha capito subito che la donna non era morta, li ferma perché, prima, vuole ridare a Henry l'orologio che aveva lasciato sul cadavere di Fisher, in quanto era l’ultimo regalo del padre.

## Accoglienza
Il film ha ricevuto recensioni contrastanti. Su Rotten Tomatoes ha ricevuto il 51% di recensioni positive con un voto di 5.9 su 10. Al riguardo è stato detto che la pellicola "cerca di emulare Pulp Fiction, ma la trama è troppo complessa".

## Incassi
Costato 27 milioni di dollari, il film ha incassato 56.3 milioni di dollari, riscuotendo un tiepido successo al botteghino. Grazie al mercato home video gli incassi sono saliti a 83 milioni di dollari.

## Significato
Stando a come viene ritratta nel film, la mossa Kansas City costituirebbe la messa in atto volontaria della profezia che si autoadempie. Più precisamente, essa indica il caso in cui una vittima è portata a compiere una serie di azioni che, inaspettatamente, la condurranno proprio nella trappola dalla quale essa voleva fuggire. La canzone di J. Ralph ritrae una situazione in cui la vittima sa di essere in pericolo, ma è anche convinta che il perpetratore sia all'oscuro di questa consapevolezza ("It's a they-think you-think you don't know"). Quest'ultima presunzione è però errata e alla fine lo schema machiavellico si concretizzerà proprio perché la vittima, senza sospettare nulla, avrà agito contro se stessa in quanto indotta a farlo. Per contro nel film i due gangster scoprono di essere stati presi di mira soltanto alla fine. Il nome fa riferimento al fatto che negli Stati Uniti vi sono due Kansas City. La principale si trova nello stato del Missouri, mentre quella secondaria si trova effettivamente in Kansas. Benché si trovino in due stati distinti, esse fanno parte della medesima area metropolitana. Tuttavia questa omonimia è emblematica di come un viaggiatore potrebbe erroneamente dare per scontato che la città che vuole raggiungere si trovi in Kansas, mentre invece vuole recarsi in Missouri. In caso di errore, la legittima supposizione del viaggiatore porterà quest'ultimo fuori strada.
Il rabbino paragona la situazione di Slevin a quella di Cary Grant nel film Intrigo internazionale, di Alfred Hitchcock. Spiega che in quel caso il protagonista viene creduto da tutti essere George Kaplan, un uomo che in realtà non esiste.